# Czachowo (Radowo Małe)
Czachowo (deutsch Zachow) ist ein Dorf in der Woiwodschaft Westpommern in Polen. Es gehört zur Gmina Radowo Małe (Landgemeinde Klein Raddow) im Powiat Łobeski (Labeser Kreis).

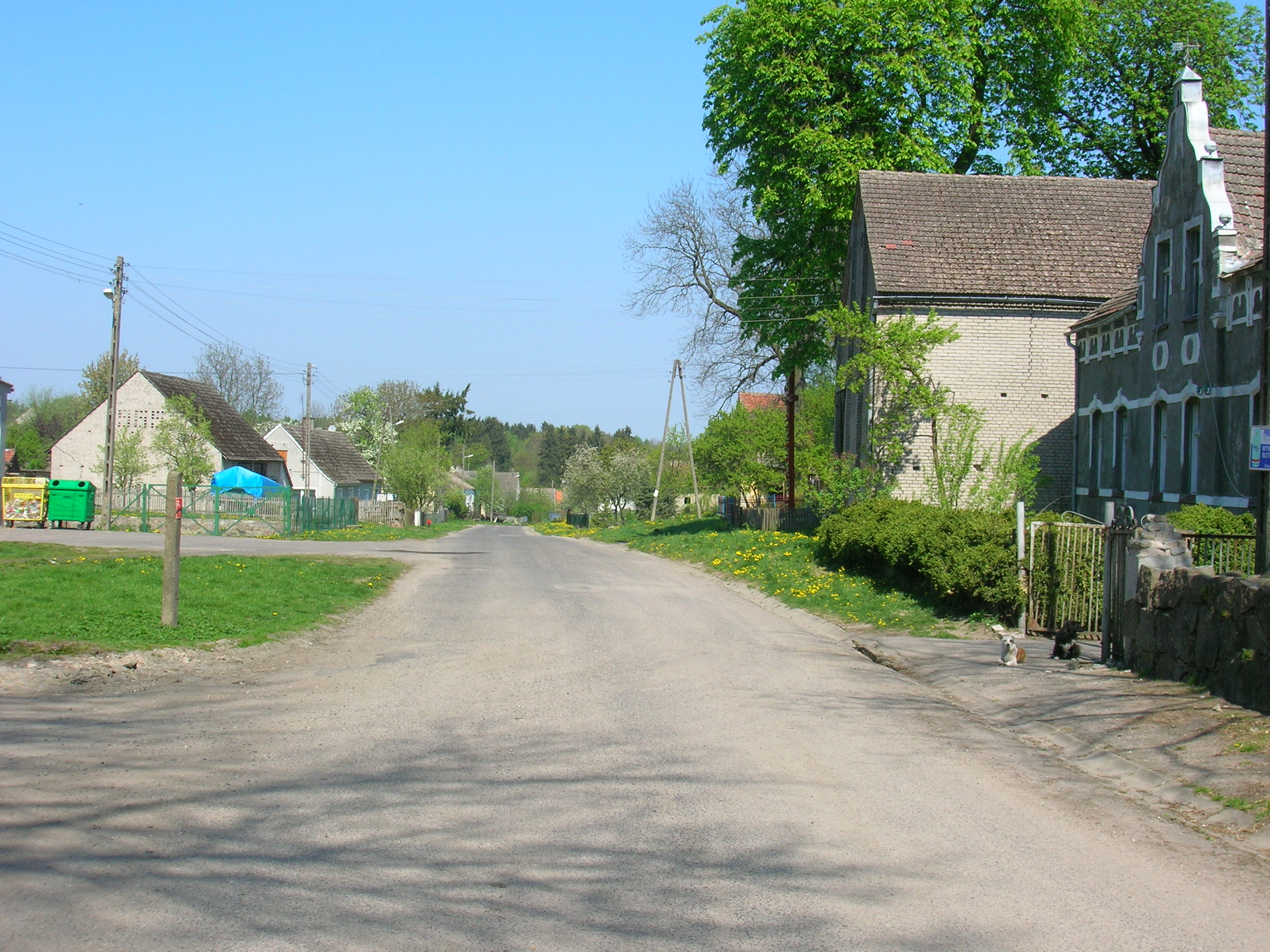
Ortsbild (Aufnahme von 2007)

## Geographische Lage
Das Dorf liegt in Hinterpommern, etwa 65 km nordöstlich von Stettin und 10 km westlich der Kreisstadt Łobez (Labes).
Zachow liegt auf einem 109 m über NHN hohen Plateau über dem Stramehlschen Tal. Die höchste Erhebung bei Zachow ist der Papenberg mit 113 m über NHN.
Nördlich des Dorfes verläuft in West-Ost-Richtung die Woiwodschaftsstraße 147. Die nächsten Nachbarorte sind im Südwesten Borkowo Wielkie (Groß Borckenhagen), im Nordwesten an der Woiwodschaftsstraße Radowo Małe (Klein Raddow) und im Osten an der Woiwodschaftsstraße Strzmiele (Stramehl).

## Geschichte

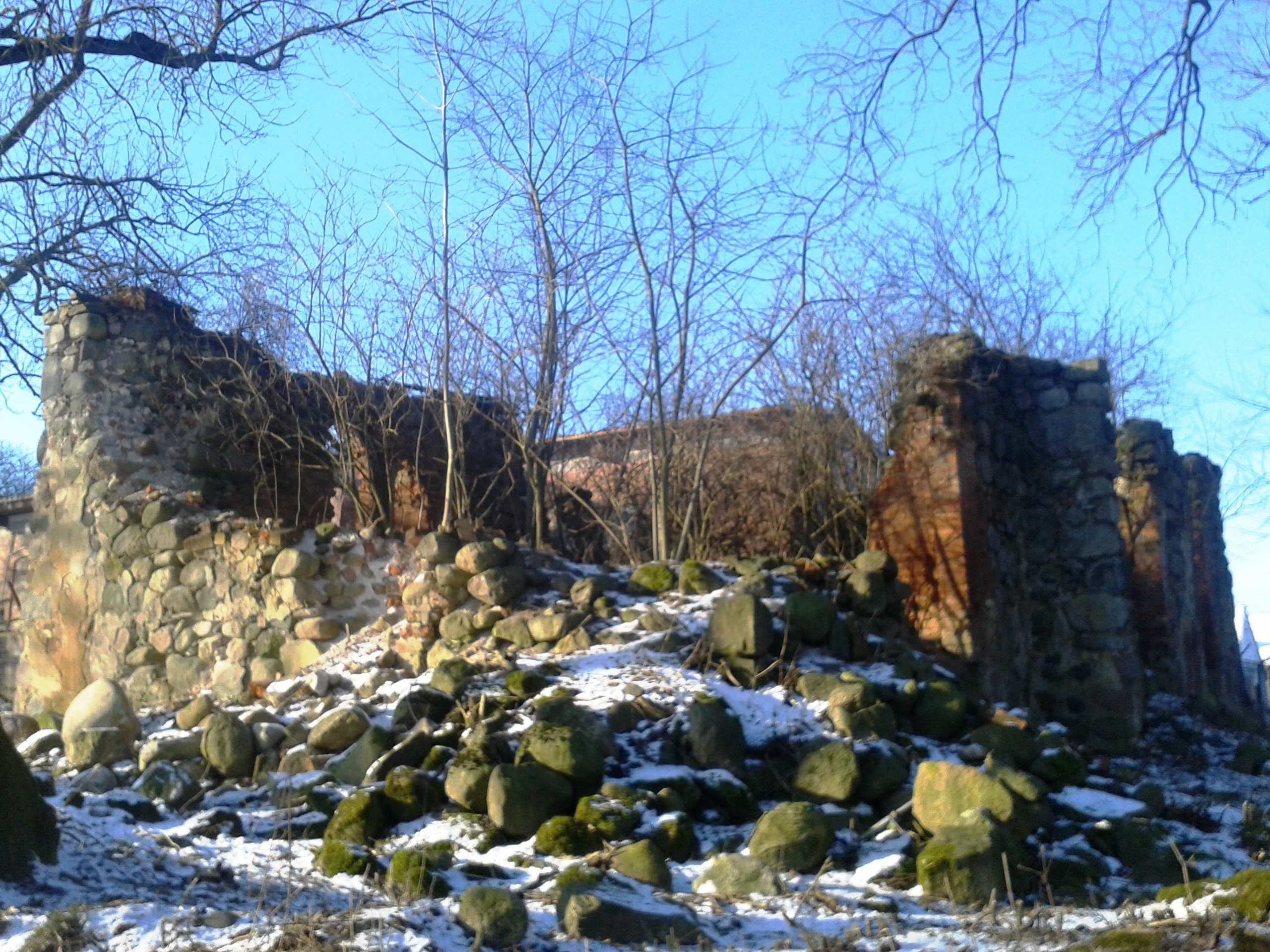
Kirche (2018)

Zachow wurde 1348 urkundlich erstmals als „Sachow“ genannt. Das Gut war eine Pertinenz zu Stramehl und der Kirchort war ein Bauerndorf.
Auf der Großen Lubinschen Karte des Herzogtums Pommern von 1618 ist das Dorf als „Sachow“ eingetragen.
1620 war Zachow mit dem Prozess gegen Sidonia von Borcke verbunden. Für ihre Absicherung im Kloster Marienfließ hatte sie von der Familie Einkünfte aus Zachow erhalten, da ihre Verwandten das Gut Stramehl mit der Pertinenz Zachow besaßen. Ihr Vetter Jost von Borcke war in diesem Jahr zum Provisor für das Kloster Marienfließ berufen worden und er war darauf erpicht, die Einkünfte aus Zachow seinem Besitz in Stramehl zuzuschanzen. Das gelang durch den angestrengten Prozess, der mit der Hinrichtung Sidonias auf dem Rabenstein in Stettin endete.
1742 gelangte Tribunalrat Löper in den Besitz des Dorfes. Er legte dort einige Bauern und entwickelte aus den Ländereien dann das Gut in Zachow. Anfangs wurde dieses Gut als Pertinenz von Stramehl aus bewirtschaftet, erlangte dann aber später die volle Selbstständigkeit.
1828 hatte das geritterte Gut den von Conring, 1832 den Jädeke und 1842 wieder der Familie Löper gehört. Ab 1851 war es dann im Besitz der Frau von Dewitz.
1862 hatte Zachow folgende Statistik:
- Rittergut – 12 Wohn- und 9 Wirtschaftsgebäude, es lebten dort 25 Familien mit 158 Einwohnern. Das Gut hatte 2447 Morgen Land und war sehr ertragreich.
- Kirchdorf – 8 Bauernhöfe, ein Kirchenbauer, ein Kossät. Es gab 18 Wohn-, ein Gewerbe- und 30 Wirtschaftsgebäude. Zu den letzteren zählte auch eine Küsterei und eine Schule. Im Dorf lebten 22 Familien mit 133 Einwohnern. 20 Besitzer hatten 99 Besitzstücke mit insgesamt 1545 Morgen Land.

1871 hatte Zachow – Dorf: 19 Wohnhäuser mit 22 Haushaltungen und 124 Einwohner, 1867 waren es noch 133. Zachow – Gut: 13 Wohnhäuser mit 27 Haushaltungen und 162 Einwohner, 1867 waren es nur 158. Alle waren Mitglied der evangelischen Konfession.
1920 zeigt sich im Messtischblatt ein kompaktes Gut mit östlich gelegenen Landarbeiterkaten und ein langgestrecktes Straßendorf mit den Bauernhöfen und den Häusern.
1925 hatte Zachow insgesamt 311 Einwohner.
Bis 1945 bildete Zachow eine Landgemeinde im Kreis Regenwalde der Provinz Pommern. Die Gemeinde zählte im Jahre 1933 283 Einwohner und im Jahre 1939 287 Einwohner. Zu der Gemeinde gehörten neben Zachow selbst die Wohnplätze Fischerkaten und Vorwerk.
1945 kam Zachow, wie ganz Hinterpommern, an Polen. Der Ortsname wurde zu „Czachowo“ polonisiert. Das Gut wurde gänzlich abgeräumt und mit einer großen Agraranlage überbaut. Heute liegt das Dorf in der polnischen Gmina Radowo Małe (Gemeinde Klein Raddow), in der es ein eigenes Schulzenamt bildet.

## Söhne und Töchter des Ortes
- Enno von Conring (1829–1886), preußischer Generalmajor und Kommandeur eines Infanterie-Regiments
- Otto von Dewitz (1850–1926), deutscher Verwaltungsjurist, Landrat und Abgeordneter
- Gustav von Eisenhart-Rothe (1855–1936), deutscher Verwaltungsjurist, zuletzt Landrat in Köslin